# Cantón de Baïgura y Mondarrain
El cantón de Baïgura y Mondarrain (cantón n.º 3, Baïgura et Mondarrain en francés) es una división administrativa francesa del departamento de los Pirineos Atlánticos creado por Decreto n.º 2014-148, artículo 4.º, del 25 de febrero de 2014 y que entró en vigor el 22 de marzo de 2015, con las primeras elecciones departamentales posteriores a la publicación de dicho decreto.

## Historia
Con la aplicación de dicho Decreto, los cantones de Pirineos Atlánticos pasaron de 52 a 27.
El cantón está formado por cinco de las siete comunas del anterior cantón de Espeleta, tres de las nueve comunas del antiguo cantón de Ustaritz y dos de las siete comunas del cantón de Hasparren.
La capital (Bureau centralisateur) está en Cambo-les-Bains.

## Composición
El nuevo cantón de Baïgura y Mondarrain  comprende las diez comunas siguientes:
| Comunas         | Código INSEE | Superficie (km²) | Población (2012) | Densidad (hab/km²) | Distrito | Cantón anterior |
| --------------- | ------------ | ---------------- | ---------------- | ------------------ | -------- | --------------- |
| Cambo-les-Bains | 64160        | 22,49            | 6636             | 295                | Bayona   | Espeleta        |
| Espeleta        | 64213        | 26,85            | 2038             | 76                 | Bayona   | Espeleta        |
| Halsou          | 64255        | 5,08             | 532              | 105                | Bayona   | Ustaritz        |
| Hasparren       | 64256        | 77,01            | 6160             | 80                 | Bayona   | Hasparren       |
| Itxassou        | 64279        | 39,37            | 2022             | 51                 | Bayona   | Espeleta        |
| Jatxou          | 64282        | 13,95            | 1106             | 79                 | Bayona   | Ustaritz        |
| Larressore      | 64317        | 10,76            | 1694             | 157                | Bayona   | Ustaritz        |
| Louhossoa       | 64350        | 7,38             | 890              | 121                | Bayona   | Espeleta        |
| Macaye          | 64364        | 19,75            | 542              | 27                 | Bayona   | Hasparren       |
| Souraïde        | 64527        | 16,86            | 1293             | 77                 | Bayona   | Espeleta        |

En 2012, la población total del nuevo cantón era de 22913 habitantes.